# Mohammed ben Ali el-Jaafari
Pour les articles homonymes, voir Mohammed Ben Ali et Ben Ali (homonymie).
Mohammed ben Ali el-Jaafari, émir de Haïl en Arabie, fut renversé par les Al Rachid en 1836.